# Komaróc
Komaróc (szlovákul: Komárovce) község Szlovákiában, a Kassai kerület Kassa-környéki járásában.

## Fekvése
Kassától 20 km-re délnyugatra, a Kassai-medence délnyugati részén, 206 m magasan fekszik.

## Nevének eredete
Neve a szláv komar (= szúnyog) főnévből származik.

## Története
A falu területén már az újkőkorban éltek emberek. Vonaldíszes cserépmaradványok, valamint a bükki kultúra emberének használati tárgyai kerültek itt elő.
1365-ben „Kamarouch” néven említik először, az Aba nembeli Szikszay Péter, majd fiainak tulajdona volt. Később a birtok a királyé lett, aki 1402-ben hívének – több más uradalommal együtt –, Perényi Péternek adományozta. 1427-ben 24 portát számláltak a faluban, amely mintegy 120 lakost jelentett. 1430-ban Nagyida várának tartozéka volt. 1553-ban Perényi Ferenc a birtokosa, ekkor 9 portája létezett. A község pecsétje 1754-ből való.
A 18. század végén Vályi András így ír róla: „KOMARÓCZ. Komarovce, Magyar falu Abaúj Várm. Földes Urai több Uraságok, lakosai katolikusok, fekszik Nagy Idának szomszédságában, mellynek filiája, határja jól termő, ki vévén egy harmad részét, réttye soványas, fája szűken van.”
Fényes Elek 1851-ben kiadott geográfiai szótárában így ír a faluról: „Komarócz, Abauj v. magyar falu, Nagy-Idához 1 órányira, a Kanyapta mocsár mellett: 148 r. kath., 2 evang., 255 ref., 4 zsidó lak. F. u. a nagy-idai közbirtokosok. Ref. szentegyház.”
Borovszky Samu monográfiasorozatának Abaúj-Torna vármegyét tárgyaló része szerint: „Innen egyenesen északra Nagy-Idára jutunk, melyet más helyen ismertetünk. Ettől délnyugatra, alig 3 kilométerre van Komarócz, 76 házzal és 434 magyar ajku lakossal. Postája és távirója Nagy-Ida.”
A trianoni diktátumig Abaúj-Torna vármegye Csereháti járásához tartozott, majd az új Csehszlovák államhoz csatolták. 1938 és 1945 között ismét Magyarország része.

## Népessége
| Év:            | 1994. | 2004.    | 2014.   | 2024.    |
| -------------- | ----- | -------- | ------- | -------- |
| Emberek száma: | 440   | 393      | 378     | 422      |
| Eltérés:       |       | -10,68 % | -3,81 % | +11,64 % |

| Év:            | 2023. | 2024.   |
| -------------- | ----- | ------- |
| Emberek száma: | 412   | 422     |
| Eltérés:       |       | +2,42 % |

1880-ban 387-en lakták: 345 magyar és 25 szlovák anyanyelvű.
1890-ben 434 lakosából 430 magyar és 4 szlovák anyanyelvű volt.
1900-ban 457-en lakták, ebből 445 magyar és 9 szlovák anyanyelvű.
1910-ben 445 lakosából 435 magyar és 10 szlovák anyanyelvű.
1921-ben 454 lakosából 424 magyar és 29 csehszlovák.
1930-ban 467 lakosából 390 magyar és 66 csehszlovák volt.
1941-ben 486-an lakták, ebből 483 magyar és 2 szlovák.
1991-ben 446 lakosából 399 magyar és 47 szlovák volt.
2001-ben 394-en lakták: 332 magyar és 62 szlovák.
2011-ben 390 lakosából 267 magyar és 109 szlovák.

## Nevezetességei
- Református temploma 1793-ban épült.
- Római katolikus temploma 1925-ben épült, az Úr mennybemenetele tiszteletére szentelték.

## Testvértelepülések
Boldogkőváralja